# Empoasca robacki
Empoasca robacki är en insektsart som beskrevs av Ross och Cunningham 1960. Empoasca robacki ingår i släktet Empoasca och familjen dvärgstritar. Inga underarter finns listade i Catalogue of Life.